# 绢毛匍匐委陵菜
绢毛匍匐委陵菜（学名：Potentilla reptans var. sericophylla）为蔷薇科委陵菜属下的一个变种。

## 扩展阅读
- 維基物種上的相關：绢毛匍匐委陵菜